# Duplachionaspis fujianensis
Duplachionaspis fujianensis är en insektsart som beskrevs av Chen 1983. Duplachionaspis fujianensis ingår i släktet Duplachionaspis och familjen pansarsköldlöss. Inga underarter finns listade i Catalogue of Life.